# Іст-Брансвік Тауншип (округ Скайлкілл, Пенсільванія)
Іст-Брансвік Тауншип (англ. East Brunswick Township) — селище (англ. township) в США, в окрузі Скайлкілл штату Пенсільванія. Населення — 1845 осіб (2020).

## Демографія
Згідно з переписом 2010 року, у селищі мешкали 1793 особи в 715 домогосподарствах у складі 516 родин. Було 791 помешкання
Расовий склад населення:
| - 97,0 % — білих - 0,6 % — азіатів - 0,3 % — чорних або афроамериканців - 0,1 % — корінних американців - 1,0 % — осіб інших рас |

До двох чи більше рас належало 1,1 %. Частка іспаномовних становила 2,0 % від усіх жителів.
За віковим діапазоном населення розподілялося таким чином: 21,2 % — особи молодші 18 років, 63,8 % — особи у віці 18—64 років, 15,0 % — особи у віці 65 років та старші. Медіана віку мешканця становила 44,5 року. На 100 осіб жіночої статі у селищі припадало 108,5 чоловіків;  на 100 жінок у віці від 18 років та старших — 106,7 чоловіків також старших 18 років.
Середній дохід на одне домашнє господарство  становив 70 593 долари США (медіана — 56 136), а середній дохід на одну сім'ю — 83 060 доларів (медіана — 72 604). Медіана доходів становила 52 386 доларів для чоловіків та 36 667 доларів для жінок. За межею бідності перебувало 14,6 % осіб, у тому числі 28,0 % дітей у віці до 18 років та 9,1 % осіб у віці 65 років та старших.
Цивільне працевлаштоване населення становило 864 особи. Основні галузі зайнятості: освіта, охорона здоров'я та соціальна допомога — 25,3 %, виробництво — 17,9 %, будівництво — 10,2 %, роздрібна торгівля — 7,9 %.